# Hauserplads

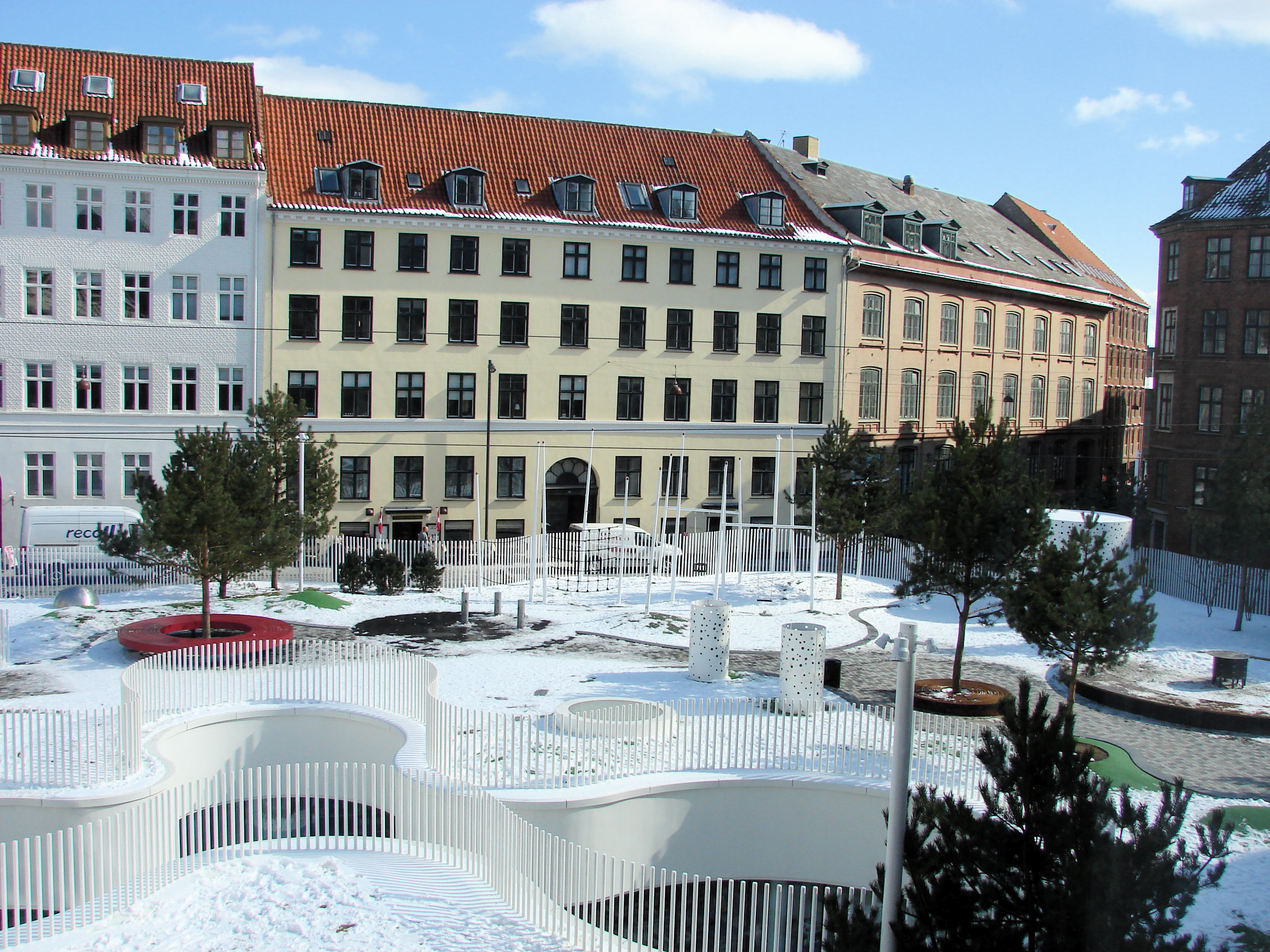
Der Hauserplatz gesehen von den Niels-Brocks-Gebäuden. Im Vordergrund der Eingang zum Patio

Der Hauserplads (auch Hauser Plads; deutsch Hauserplatz) ist ein Platz in der Innenstadt (Indre By) der dänischen Hauptstadt Kopenhagen. Er ist vom Kultorvet mit dem früheren Bibliotheksgebäude getrennt, das heute das Niels-Brocks-Gymnasium beherbergt.

## Geschichte
Der Platz wurde nach dem Schweizer Conrad Caspar Hauser benannt, der 1768 eine Dänin heiratete und sich in Kopenhagen niederließ. Nach dem englischen Angriff auf Kopenhagen im September 1807 kaufte er eine Reihe Hausgründe und bebaute sie, so dass der Hauserplads zu einer von einigen unmittelbaren und wesentlichen Änderungen im Stadtplan wurde. Früher hieß der Platz auch Suhms-Platz zu Ehren des Historikers Peter Frederik Suhm, der hier mit einer großen Büchersammlung bis zu seinem Tode 1798 wohnte.

## Sanierung
2013 wurde die Sanierung des Platzes vollendet, die neue Büros sowie einen Patio im Kellergeschoss vorsah, der ungefähr 100 Angestellte des Center for Renhold (Reinigungszentrums) an der Stelle des ehemaligen Parkkellers beherbergt. Der Komplex wurde von den dänischen Architektenbüro Polyform arkitekter und einer niederländischen Gesellschaft entworfen. Über den Kontoren wurde ein Spielplatz eingerichtet. Der Platz ist mit Granitplatten belegt und steht bereits in Einklang mit den Kultorvet und der Købmagergade.

## Der Hauserplatz in der Literatur
In Søren Kierkegaards Stadien auf des Lebens Weg wird der Hauserplatz mehrmals erwähnt. Der Autor der Handschrift aus dem dritten Teil des Werkes erzählt, er gehe jeden Mittwoch um 4 Uhr auf den Hauserplatz und sei seiner ehemaligen Geliebten dort einige Male begegnet.